# Famille Coutinho
 (août 2024).
La famille Coutinho est l'une des plus anciennes (XIIIe siècle) et des plus illustres familles du Portugal, qui a acquis ses lettres de Noblesse pour de hauts faits d'armes et ses relations privilégiées avec la maison royale (Casa Real) du Portugal.

## Lignée
La lignée Coutinho est la représentante des comtes de Marialva et de Loulé.
(source Heraldryinstitute)
- Vasco Fernandes Coutinho, 1er comte de Marialva et de Redondo , 3e maréchal du Portugal (1440)
- Gonçalo Coutinho, 2e comte de Marialva et de Redondo (1462)
- Joao Coutinho, 3e comte de Marialva et de Redondo (1480)
- Francisco Coutinho, 4e comte de Marialva et de Redondo , époux de Beatriz de Meneses , 2e comtesse de Loulé (1517)
- Guiomar Coutinho, 5e comtesse de Marialva et de Redondo, 3e comtesse de Loulé
- Manuel Coutinho, 9e comte de Marialva et de Redondo (1661)
- Fernão de Sousa de Castelo Branco Coutinho e Meneses, 10e comte de Marialva et de Redondo (1640
- Tomé de Sousa Coutinho Castelo Branco e Meneses, 11e comte de Marialva et de Redondo (1677)
- Fernando de Sousa Coutinho, 12e comte de Marialva et de Redondo (1716)
- Tomé Xavier de Sousa Coutinho de Castelo Branco e Meneses, 1er Marquis de Borba (1753)
- Fernando Maria de Sousa Coutinho, 2e Marquis de Borba (1776)
- José Luís Gonzaga de Sousa Coutinho Castelo Branco e Meneses, 15e comte de Marialva et de Redondo (1797)
- Fernando Luís de Sousa Coutinho Castelo Branco e Meneses, 3e Marquis de Borba (1835)
- Fernando José Luís Burnay de Sousa Coutinho (1883–1945).

## Prétendants
Après l'installation de la république et la fin de la noblesse, les prétendants au titre sont :
- António Luís Carvalho de Sousa Coutinho (1925-2007), 7e Marquis de Valença, 4e Marquis de Borba, 15e Comte de Vimioso, 8e Comte de Soure
- Fernando Patrício de Portugal de Sousa Coutinho (1956), 8e Marquis de Valença, 6e Marquis de Borba, 16e Comte de Vimioso, 9e Comte de Soure, 3e Marquis de Aguiar, 3e Comte de Basto, 2nd Comte do Barreiro, 3e Comte de Aguiar, 4e Marquis de Castelo Rodrigo

## Blason

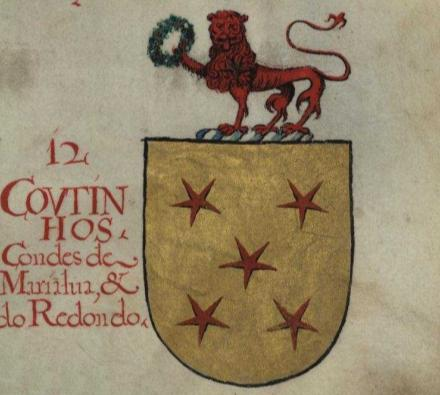
Blason des Coutinhos, issu du manuscrit "Thesouro de Nobreza"

Le blason de la famille Coutinho est « sur fond d'or, avec 5 étoiles de vermeil. »
Ses armes se retrouvent dans
- Livro do Armeiro Mor
- Livro da Nobreza e Perfeiçam das Armas
- Thesouro de Nobreza